# Xbox-360-Controller
Der Xbox-360-Controller ist der primäre Gamecontroller für die Xbox-360-Heimvideospielkonsole von Microsoft, die auf der E3 2005 vorgestellt wurde. Der Xbox-360-Controller ist sowohl in einer kabelgebundenen als auch in einer kabellosen Version erhältlich. Der Xbox-Controller ist nicht mit der Xbox 360 kompatibel. Die kabelgebundenen und kabellosen Versionen sind auch mit Microsoft PC-Betriebssystemen wie Windows XP, Windows Vista, Windows 7, Windows 8 und Windows 10 kompatibel.
Die drahtlosen Controller werden entweder mit AA-Batterien oder einem wiederaufladbaren Akkupack betrieben. Die kabelgebundenen Controller können an einen der USB-Anschlüsse der Konsole oder an einen angeschlossenen USB-Hub angeschlossen werden.

## Design
Der Xbox-360-Controller hat das gleiche grundlegende, bekannte Tastenlayout wie der Controller S, mit der Ausnahme, dass einige der Hilfstasten verschoben wurden. Die Tasten „Zurück“ und „Start“ wurden an eine zentralere Position auf der Vorderseite des Controllers verschoben, und die Tasten „Weiß“ und „Schwarz“ wurden entfernt und durch zwei neue Bumper ersetzt, die über den analogen Triggern auf der Rückseite des Controllers positioniert sind. Der Controller verfügt über einen 2,5-mm-Klinkenanschluss an der Vorderseite, an den der Benutzer ein Headset für die Sprachkommunikation anschließen kann.  Er verfügt außerdem über einen proprietären seriellen Anschluss (der auf beiden Seiten des Headset-Anschlusses in 2 Teile geteilt ist) für die Verwendung mit zusätzlichem Zubehör, wie z. B. dem Chatpad.
Am 31. August 2010 enthüllte Larry Hryb (alias Major Nelson) von Microsoft ein neues Design des Xbox-360-Controllers, der den mit dem Play & Charge Kit gebündelten Wireless-Controller ersetzen soll. Neben kleinen Änderungen wie der Form der „Analog-Stick-Oberteile“ und den grau eingefärbten Facebuttons verfügt der neue Controller über ein verstellbares Steuerkreuz, das zwischen einem D-Pad in Scheibenform und einem D-Pad in Plusform gewechselt werden kann. Der Controller wurde in Nordamerika exklusiv mit Play & Charge Kits am 9. November 2010 veröffentlicht und kam in Europa im Februar 2011 auf den Markt.
Der Xbox-360-Controller bietet eine Standard-USB-Human-Interface-Device-Software-Schnittstelle, ist jedoch für die Microsoft XInput-Schnittstellenbibliothek ausgelegt. Obwohl viele PC-Videospiele die XInput-Bibliothek unterstützen, funktionieren einige Spiele möglicherweise nicht mit diesem Controller.

## Layout
Ein standardmäßiger Xbox-360-Controller verfügt über elf* digitale Tasten, zwei analoge Trigger, zwei analoge Sticks und ein digitales D-Pad. Auf der rechten Seite des Controllers befinden sich vier digitale Aktionstasten: eine grüne  Taste, eine rote  Taste, eine blaue  Taste und eine gelbe  Taste. Unten rechts befindet sich der rechte Analog-Stick, unten links ein digitales D-Pad und auf der linken Seite der linke Analog-Stick. Beide Analogsticks können auch „eingeklickt“ werden, um eine darunter liegende digitale Taste zu aktivieren. In der Mitte der Controller-Fläche befinden sich die digitalen Tasten „Start“, „Zurück“ und „Guide“. Die „Guide“-Taste ist mit dem Xbox-Logo beschriftet und dient zum Einschalten der Konsole/des Controllers und zum Aufrufen des Guide-Menüs. Es ist außerdem von einem „Leuchtring“ umgeben, der die Nummer des Controllers anzeigt, sowie beim Verbinden und für Benachrichtigungen blinkt. Die linke und rechte „Schulter“ verfügen jeweils über eine digitale Schultertaste bzw. einen „Bumper“ und einen analogen Trigger.

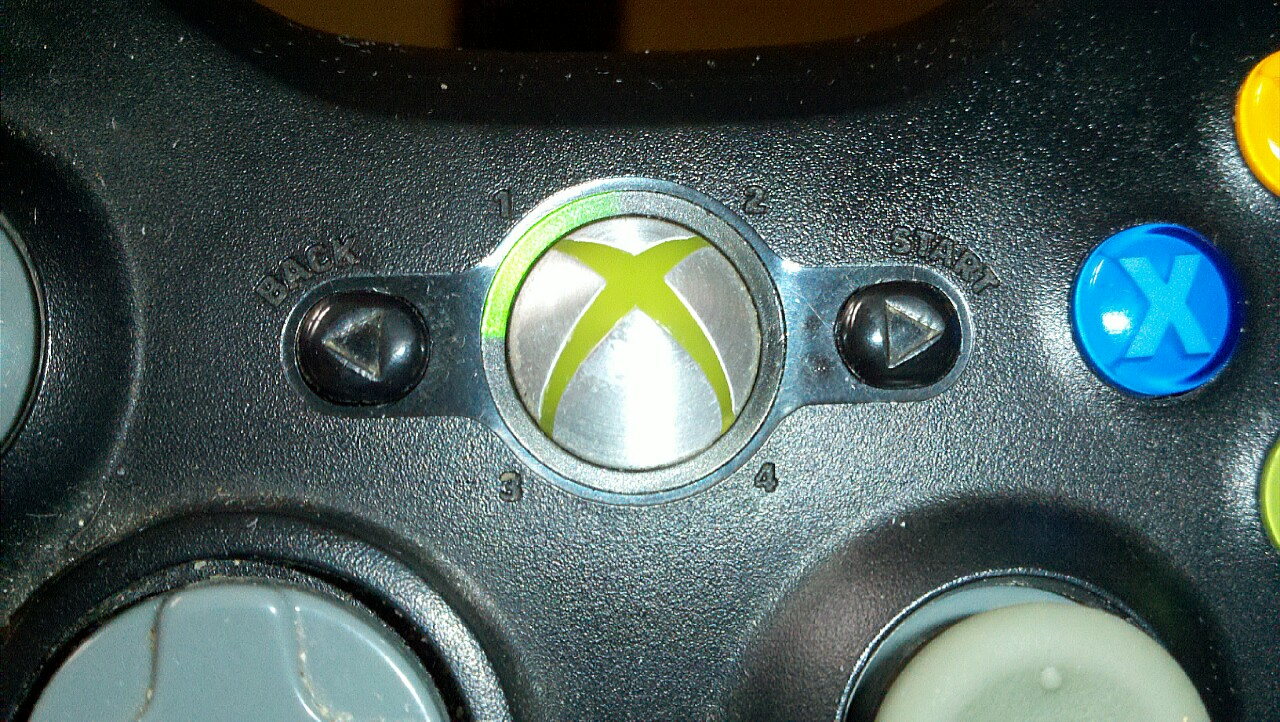
Xbox-360-Guide-Taste

*Die kabellosen Controller verfügen außerdem über eine zusätzliche „Connect“-Taste, die sich zwischen den „Bumpern“ befindet, um die Synchronisierung mit der Konsole zu erleichtern.

### Standard-Farben
Kabelgebundene Controller sind nur in Weiß und Schwarz erhältlich (Farbschema Xbox 360 S). Allerdings sind die kabellosen Controller in zahlreichen verschiedenen Farben erhältlich:
- Weiße Controller waren im Lieferumfang der Arcade- und Pro-Konsolen enthalten; sie sind auch separat erhältlich.
- Schwarze Controller werden mit der Elite passend zum Gehäuse geliefert; auch separat erhältlich. (UPC/EAN 0885370145717, 885370239393)
- Dunkelblaue Controller wurden im Oktober 2007 veröffentlicht (nur in den USA)
- Hellblaue Controller wurden im Oktober 2007 veröffentlicht (nur Europa und Japan)
- Rosafarbene Controller wurden ebenfalls im Oktober 2007 veröffentlicht.
- Black S und White S Controller sind im Lieferumfang der Xbox 360 S Konsolen enthalten. Diese unterscheiden sich von den Originalen dadurch, dass sie komplett einfarbig sind, statt mit grauen Akzenten. Die Guide-Taste hat eine spiegelähnliche Oberfläche, und die Analogsticks und das D-Pad sind farblich angepasst. Passend zum Gehäusedesign der Xbox 360 S 250 GB ist auch die Unterkante dieses Controllers in Hochglanz ausgeführt. „S“-Controller ersetzen außerdem das Microsoft-Branding oberhalb des Ladeanschlusses durch ein Xbox-360-Logo.

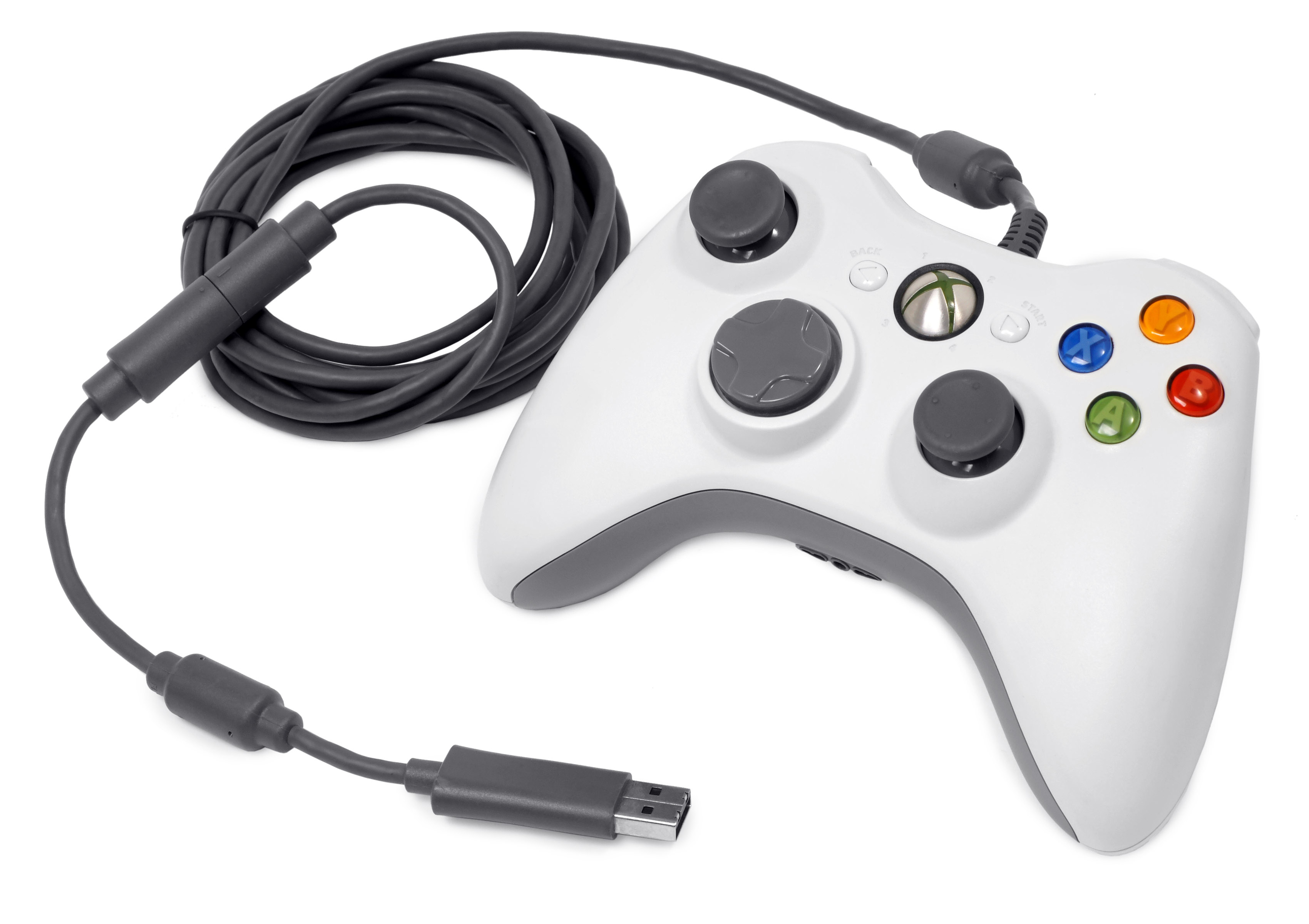
Weißer Xbox 360 Kabelgebundener Controller
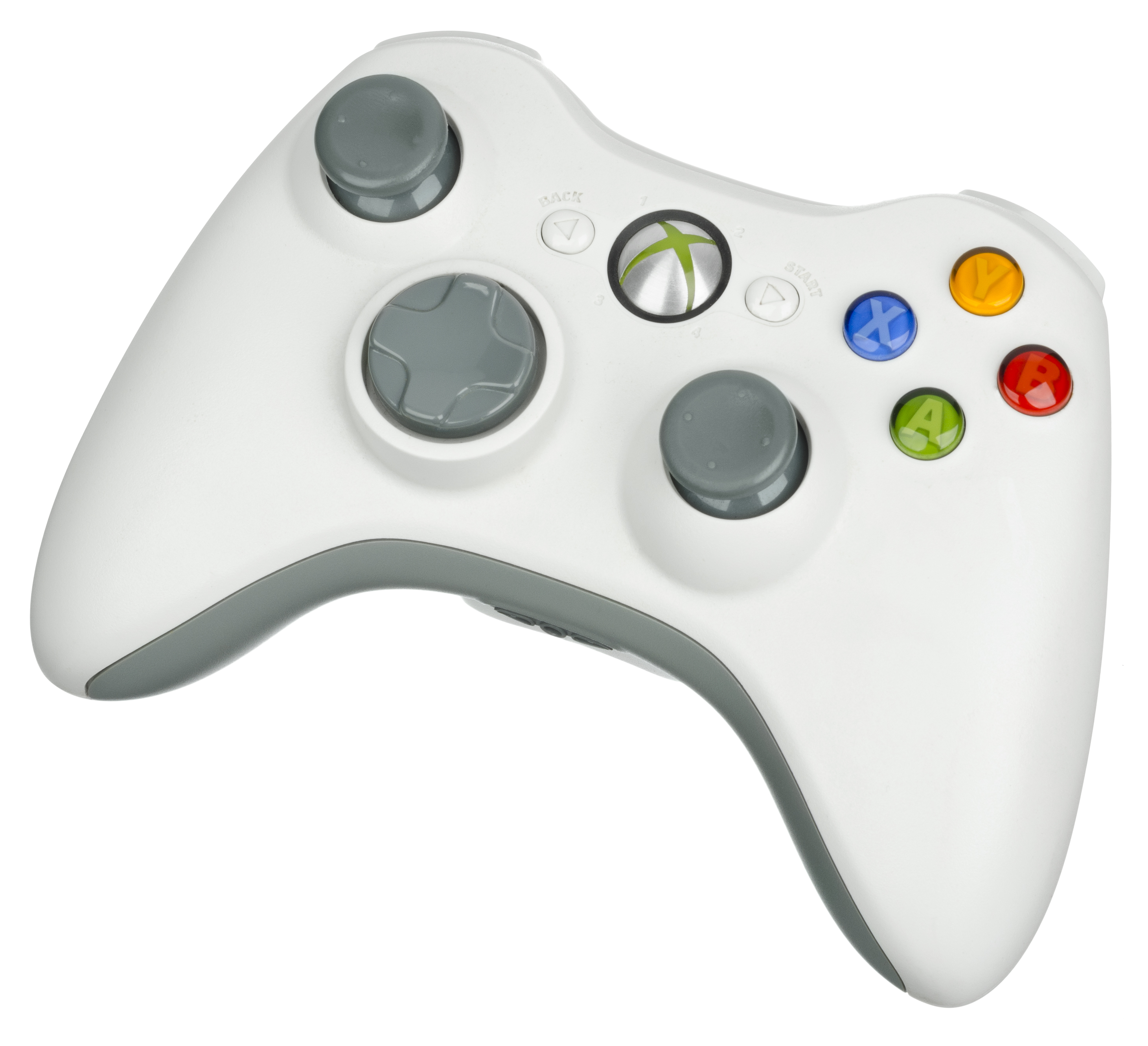
Weißer Xbox 360 Kabelloser Controller
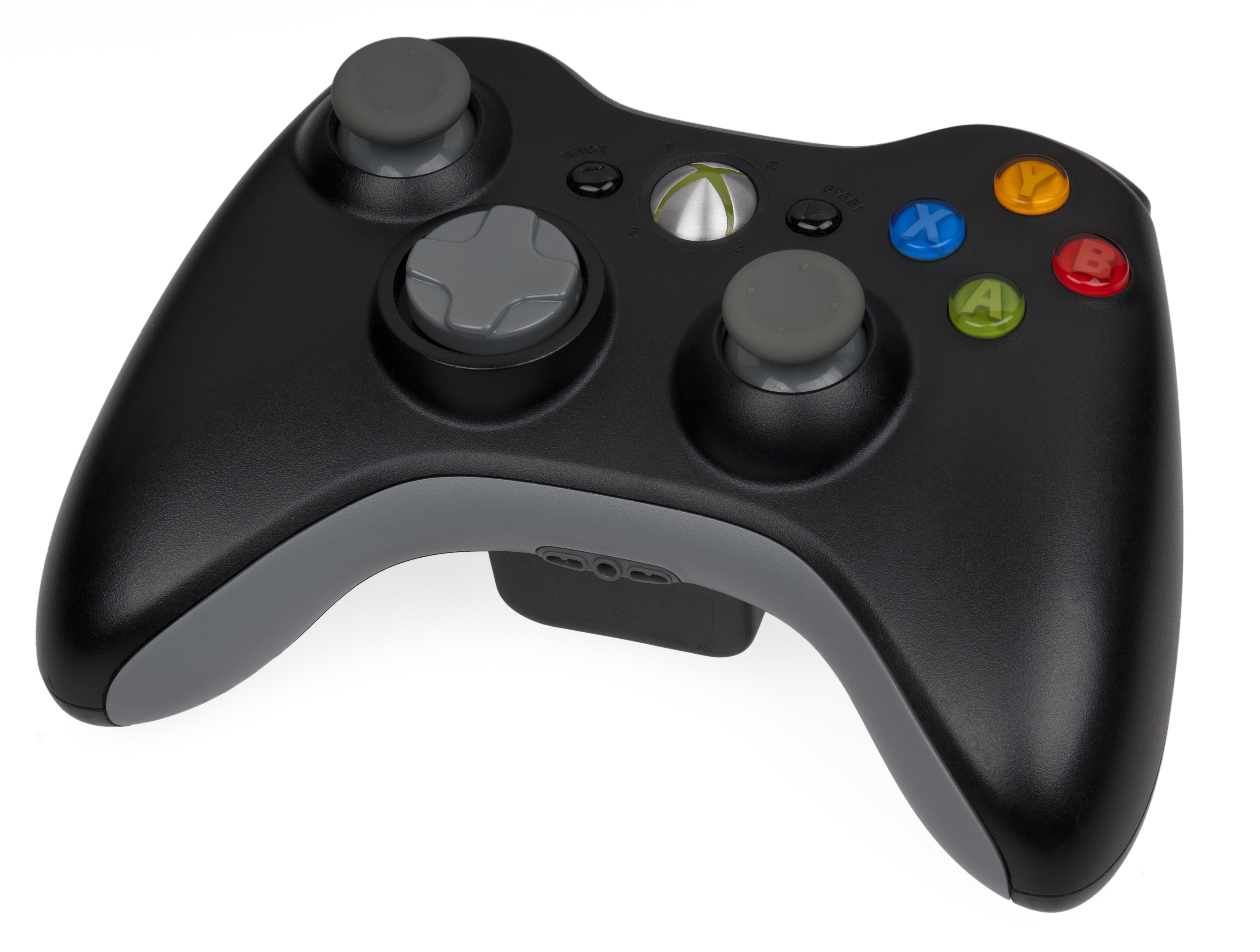
Schwarzer Xbox 360 Kabelloser Controller
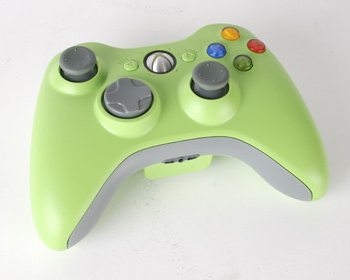
Grüner Xbox 360 Kabelloser Controller
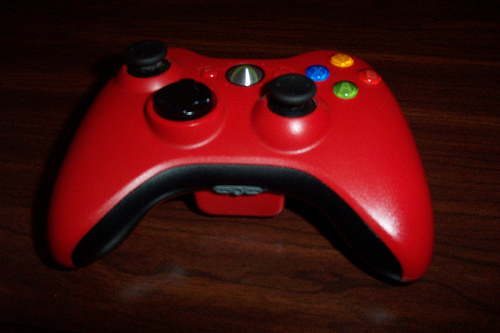
Roter Xbox 360 Kabelloser Controller
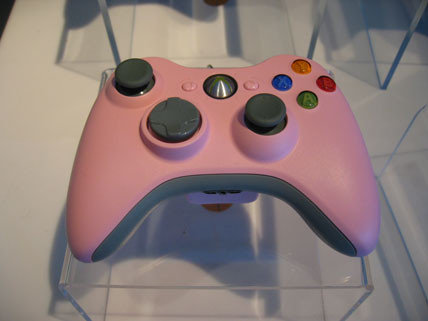
Rosa Xbox 360 Kabelloser Controller

### Limitierte Farben und Sonderausgaben
- Halo 3
  - „Spartan-Green“-Controller waren im Lieferumfang der im September 2007 veröffentlichten Halo 3 Special Edition Xbox-360-Systeme enthalten.
  - „Limited Edition“ „Spartan“[8] und „Brute“[9] -Controller wurden im September 2007 veröffentlicht. Es waren zwei Versionen erhältlich, die jeweils ein Halo 3 thematisches Artwork (entweder mit einem „Spartan“- oder „Brute“-Design) von Künstler Todd McFarlane aufweisen. Jeder Version des Controllers lag außerdem eine Master Chief Figur bei (jeder Version lag eine andere Figur bei).
- Rote „Limited Edition“-Controller wurden im September 2008 veröffentlicht. Der Controller verfügt über „schwarze Akzente“, wobei das D-Pad, die Analogsticks, die Trigger und Teile des Gehäuses alle in Schwarz statt im üblichen Grau gehalten sind. Im Lieferumfang ist ein Play & Charge Kit mit einem roten Akkupack enthalten. Der rote Controller ist auch im Lieferumfang der im März 2009 erschienenen Limited Edition der Resident Evil Xbox 360 Elite-Konsole enthalten.
- Grüne „Limited Edition“-Controller wurden Mitte Oktober 2008 in Europa, Asien und Lateinamerika veröffentlicht. Der grüne Controller verfügt über ein Richtungspad mit 16-Wege-Funktionalität, anstelle des 8-Wege-Richtungspad, das bei allen bisherigen Controllern verwendet wurde.[10] Dieser Controller wurde zusammen mit Pro Evolution Soccer 2009 veröffentlicht.
- Dragon Design „Limited Edition“ Controller in Weiß und Schwarz wurden im Oktober 2008 veröffentlicht und sind nur über Walmart und Sam’s Club erhältlich. Der Controller zeigt einen schwarzen Drachen (und andere Symbole) auf weißem Hintergrund, zusammen mit einem weißen D-Pad und schwarzen Analogsticks. Er wird zusammen mit einem schwarzen kabelgebundenen Headset geliefert.

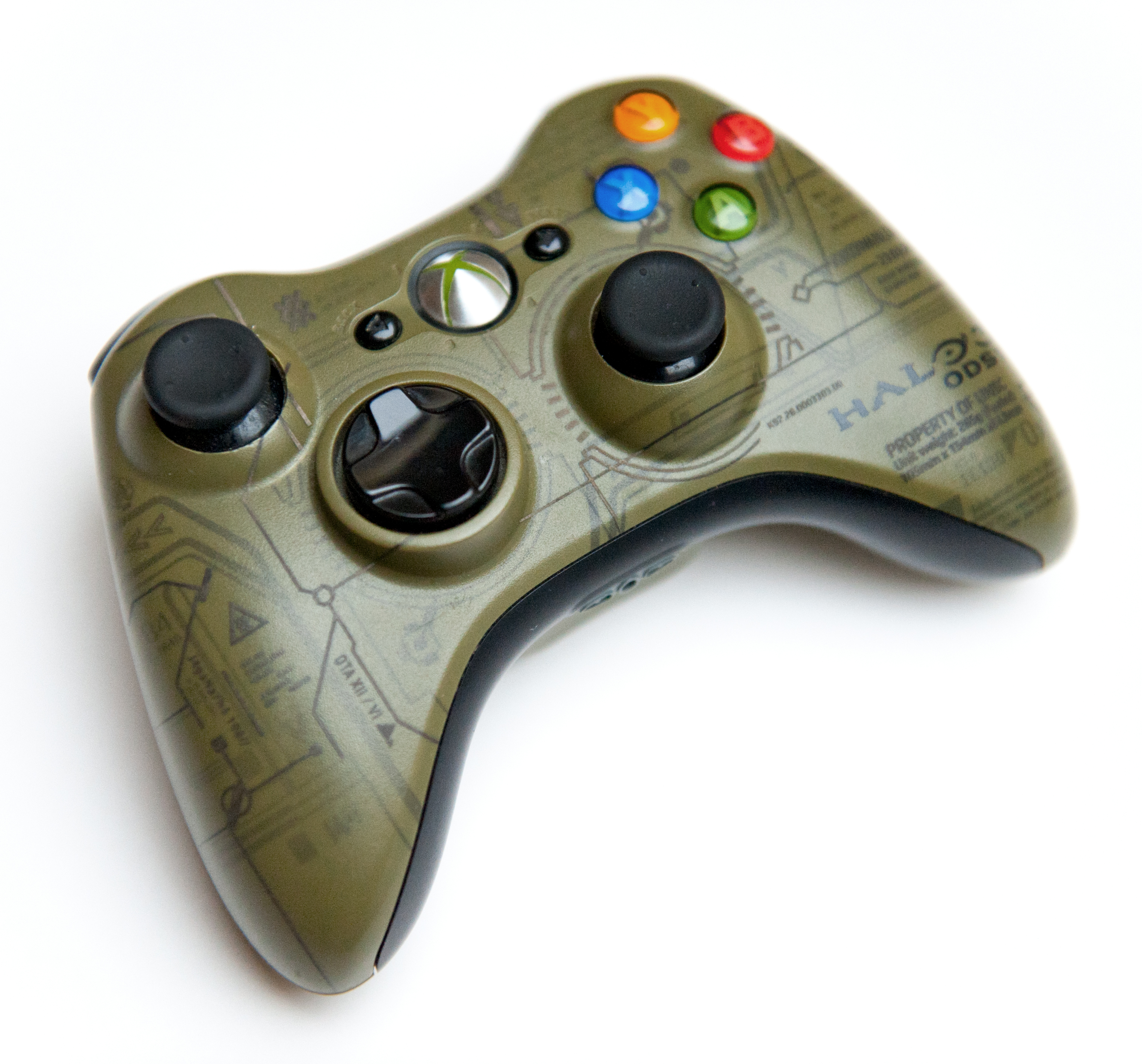
Special Edition Halo 3: ODST Controller

- Halo 3: ODST „Special Edition“-Controller wurden im September 2009 in einem „Collector’s Pack“ mit dem Spiel Halo 3: ODST veröffentlicht. Das Pack war ursprünglich exklusiv bei GameStop erhältlich und wurde in Nordamerika für 99,99 US-Dollar verkauft.[11]
- Radioactive Design „Exclusive“-Controller wurden im Oktober 2009 veröffentlicht und sind exklusiv bei GameStop oder (in Australien) bei EB Games erhältlich. Das Design besteht aus einem carbonschwarzen Pad mit einem roten Strahlensymbol, das vom rechten Analogstick ausgeht. Der linke Analogstick ist schwarz und der rechte Analogstick und das D-Pad sind rot. Dieser Controller wurde auf der Website von Major Nelson angekündigt und soll eine limitierte Auflage sein, obwohl die Verpackung keinen Hinweis darauf gibt. Im Lieferumfang enthalten ist ein Play & Charge Kit mit einem schwarzen Akku-Pack.
- Halo: Reach „Special Edition“-Controller erschienen am 14. September 2010, zeitgleich mit der Veröffentlichung des Spiels. Der Controller basiert auf dem Design des „Black S“ (schwarze Analogsticks, D-Pad, Batteriepack usw.; glänzende schwarze Vorderseite; glänzende Führungstaste), wobei die mattschwarze Schale durch eine satinierte silberne Schale ersetzt wurde, die ebenfalls ein auf dem Spiel basierendes Design aufweist. Er ist separat und mit dem Konsolen-Bundle Halo: Reach Special Edition erhältlich, das zwei der Controller enthält.[11]
- Fable III „Special Edition“-Controller wurden am 5. Oktober 2010 veröffentlicht, 3 Wochen vor der Veröffentlichung von Fable III selbst. Der Controller basiert auf dem Design des „Black“ (schwarze Analogsticks, D-Pad usw.; glänzende schwarze Vorderseite; glänzende Führungstaste) und verfügt über ein spezielles goldfarbenes Gehäuse und Artwork. Außerdem wird ein exklusives, herunterladbares Tattoo-Set für die Verwendung im Spiel mitgeliefert.[12]
- TRON-Controller wurden von PDP entwickelt und im Dezember 2010 passend zum Film „TRON: Legacy“ veröffentlicht. Die Controller wurden in zwei limitierten Varianten angeboten - eine mit blauer LED-Beleuchtung (20.000 produzierte Einheiten) und die andere mit oranger LED-Beleuchtung (250 produzierte Einheiten). Beide Versionen sind kabelgebunden und verfügen über strukturierte Griffe und ein erhöhtes 4-Wege-D-Pad.[13][14]
- Blaue Controller wurden in einem Bundle mit Call of Duty: Ghosts und Black Ops II und einer 500 GB blauen Xbox 360 veröffentlicht. Sowohl die Konsole als auch der Controller hatten arktisch blaue Akzente und wurden am 7. Oktober 2014 exklusiv bei Walmart für eine begrenzte Zeit veröffentlicht.

### Controller mit D-Pad Umwandlung

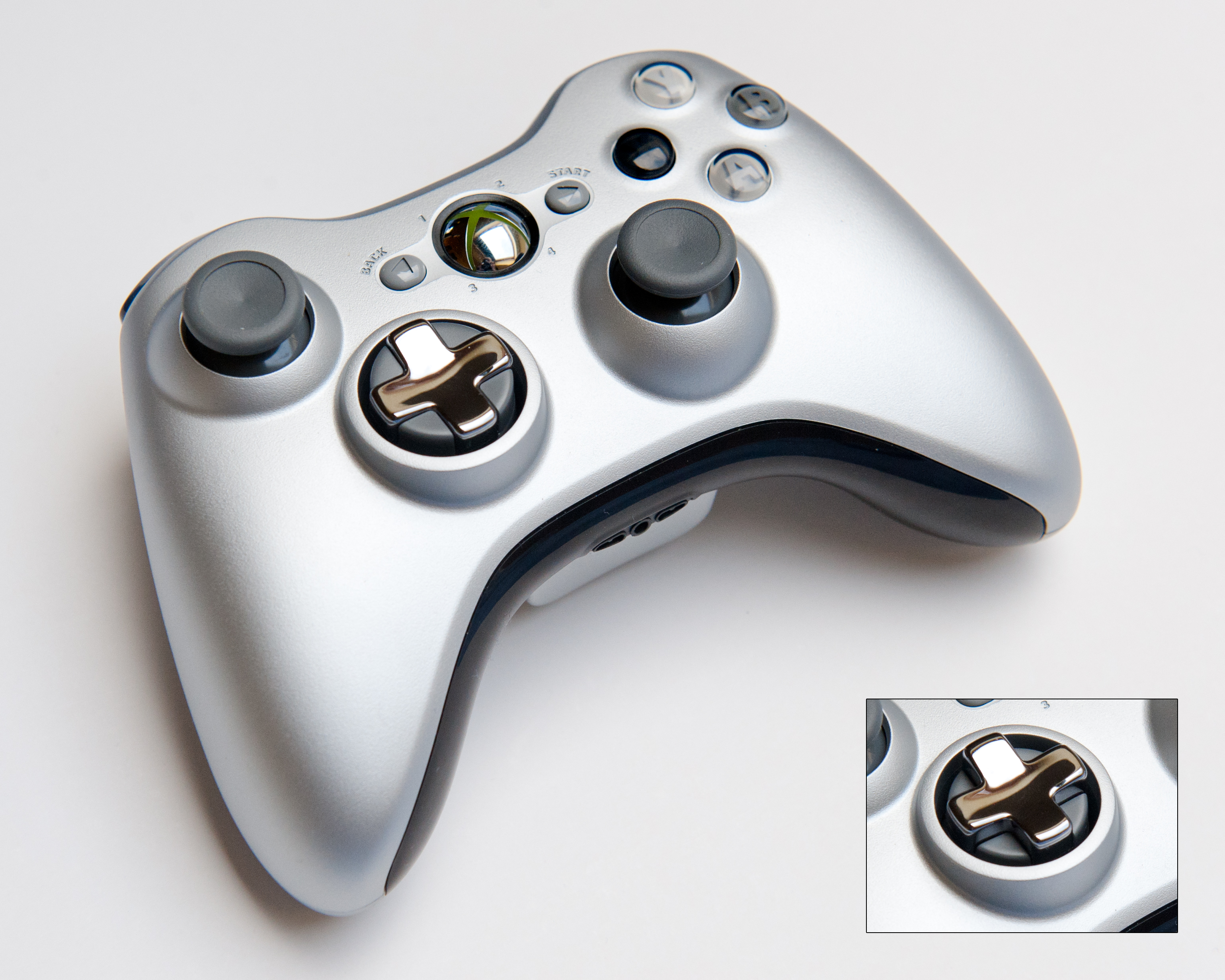
Transforming D-Pad Special Edition Controller in „8-Wege“ Konfiguration. Das D-Pad in „4-Wege“-Konfiguration wird unten rechts angezeigt.

- Transforming D-Pad „Special Edition“-Controller wurden in den USA am 9. November 2010 und in Europa im Februar 2011 veröffentlicht. Das Hauptmerkmal dieses Controllers ist ein D-Pad, das gedreht werden kann, um sich dem Gameplay des Benutzers anzupassen, und so entweder zu einem „Plus“- (4-Wege) oder einem „Disk“- (8-Wege) D-Pad wird. Der Controller verfügt außerdem über neue konkave Analog-Stick-Oberteile und grau getönte Tasten (A, B, X und Y). Das Hauptgehäuse des Controllers ist in mattem Silber gehalten, mit glänzend schwarzen Akzenten (Trigger, Bumper und sowohl Vorder- als auch Rückseite) wie beim „Black S“-Design und einem mattschwarzen Akkupack. Dieser Controller wird zusammen mit einem (matt-)schwarzen, verbesserten Play & Charge Kit geliefert, das bis zu 35 Stunden Spielzeit bietet.[15] Der Codename für den Controller während der Entwicklung war „Aberdeen“.[11]
- Gears of War 3 „Limited Collector's Edition“-Controller wurden am 20. September 2011 zeitgleich mit dem Start von Gears of War 3 veröffentlicht. Die Controller sind metallisch rot mit einem schwarzen „Infected Omen“-Symbol und verfügen über ein transformierbares D-Pad. Im Gegensatz zum „Transforming D-Pad“-Special-Edition-Controller verfügt der Gears of War 3 LCE-Controller über die standardmäßigen farbigen Tasten auf der Vorderseite und die Oberseiten der Analogsticks, die bei anderen Controllern zu finden sind.
- Call of Duty: Modern Warfare 3 „Limited Edition“-Controller wurden am 8. November 2011 in Nordamerika, Australasien und der EMEA-Region (Europa, Naher Osten und Afrika) veröffentlicht. Er verfügt über ein individuelles Modern-Warfare-3-Artwork (überwiegend in mattem Grau), ein transformierendes D-Pad und die gleichen konkaven Analog-Stick-Oberteile wie beim ursprünglichen Transforming-D-Pad-Controller. Alle Tasten sowie die Analogsticks sind Schwarz.[16]
- Star Wars C-3PO „Limited Edition“-Controller wurden im April 2012 als Teil eines limitierten Star-Wars-Konsolen-Bundles veröffentlicht.[17] Der Controller ist gold und schwarz verspiegelt und verfügt über ein transformierbares D-Pad.[17] Das schwarze Panel an der Vorderseite des Controllers ist ebenfalls mit einem „Verdrahtungs“-Artwork versehen, das an die Teile von C-3PO erinnert, die in den originalen Star-Wars-Filmen nicht mit Gold überzogen sind.[17]
- Chrome Series „Special Edition“-Controller wurden im Mai 2012 veröffentlicht.[18] Die Controller der Chrom Series sind in sechs Farben erhältlich: Blau, Rot, Silber, Gold, Schwarz und Lila.[18] Diese Controller verfügen über farbige Standardtasten auf der Vorderseite.[18]
- Halo 4 „Limited Edition“-Controller wurden im November 2012 veröffentlicht.[19] Es stehen zwei verschiedene Controller zur Verfügung:
  - Halo 4 gebrandete „Limited Edition“ „exklusive Controller, die vom Spiel inspiriert sind“ werden zusammen mit der Limited Edition Halo 4 Konsole ausgeliefert, zwei sind enthalten. Diese verfügen über eine blau leuchtende Xbox-Guide-Taste anstelle des traditionellen grünen Leuchtens.[19]
  - UNSC Halo 4 „Limited Edition“-Controller wurden im November 2012 veröffentlicht. Diese zeigen das Emblem des United Nations Space Command (UNSC) auf einem dunkelgrauen, durchscheinenden Gehäuse und verfügen außerdem über die blau leuchtende Xbox Guide-Taste.[19]
- Black S-Controller mit einem transformierenden D-Pad, konkaven Analogsticks und gebündelt mit einem Play-and-Charge-Kit wurden im Oktober 2012 veröffentlicht.[20]
- Tomb Raider „Limited Edition“-Controller wurden Anfang März 2013 passend zum Start von Tomb Raider veröffentlicht. Die Controller sind rot und verfügen über ein zweischichtiges Farbfinish mit Laserätzung, um ein realistisches und fühlbares Warnbild zu erzeugen, das von Laras Kletteraxt aus dem Spiel inspiriert ist. Die Controller werden außerdem mit einem herunterladbaren Token für einen Xbox-360-exklusiven spielbaren Tomb-Raider-Charakter ausgeliefert.[21]

### Nicht-Verkaufsfarben

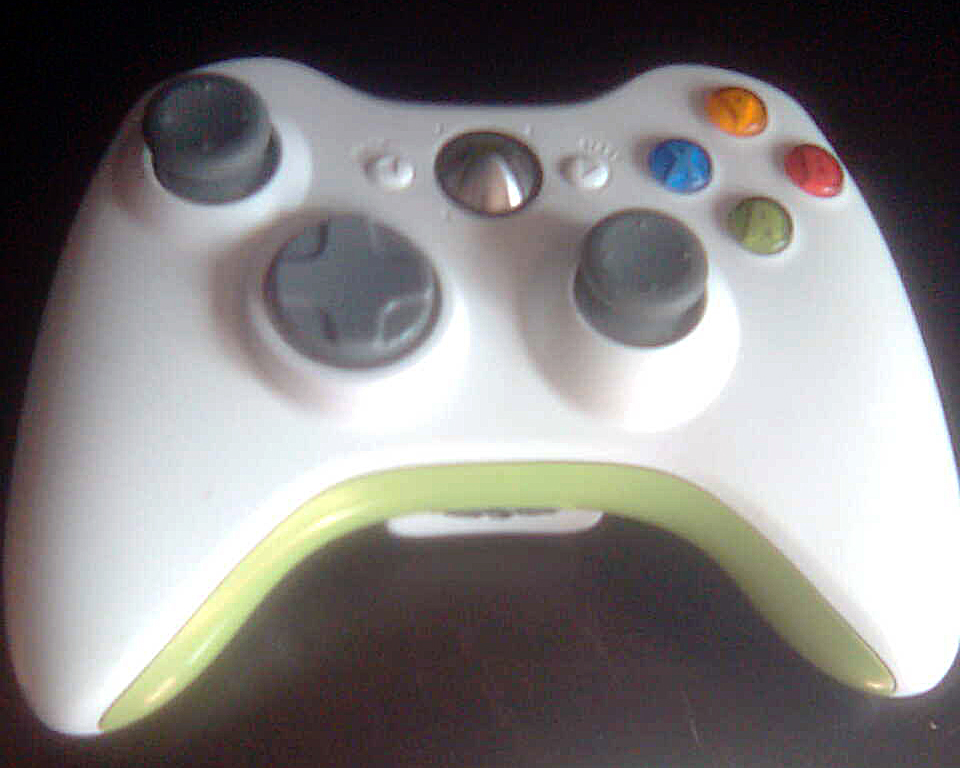
Kabelloser Controller im Paket mit der „Launch Team Edition“ der Xbox 360

- Launch Team Edition-Controller wurden zusammen mit der „Xbox 360 - Launch Team Edition“ ausgeliefert, die Microsoft im November 2005 exklusiv an Mitglieder des Xbox-Launch-Teams verteilte. Diese weißen Kabellosen Controller haben grüne Akzente auf der Vorderseite anstelle des Standardgraus.[22]
- Gelbe Controller lagen den 100 Limited Edition The Simpsons Movie Xbox-360-Systemen bei, die im Mai 2007 angekündigt wurden, und wurden bei speziellen Veranstaltungen und Aktionen als Preise verschenkt.[23]
- Orangefarbene LIVE TURNS FIVE-Controller wurden im November 2007 veröffentlicht und an ausgewählte Medienvertreter verschenkt.[24]

## Guide-Taste
Der Xbox-360-Controller verfügt über eine Guide-Taste in der Mitte seiner Fläche, die eine neue Funktionalität bietet. Diese Taste ist von einem Ring aus Lichtern umgeben, die in vier Quadranten unterteilt sind und dem Spieler während des Spiels verschiedene Informationen liefern. Während eines Multiplayer-Matches mit Split-Screen leuchtet zum Beispiel ein bestimmter Quadrant auf, um dem Spieler anzuzeigen, auf welchem Teil des Bildschirms er gerade spielt. In diesem Fall greift der Benutzer durch Drücken der Taste auf den Xbox-Guide zu; ein Menü, das Zugriff auf Funktionen wie das Versenden von Nachrichten an Freunde, das Herunterladen von Inhalten, Voice-Chat und das Anpassen von Soundtracks bietet, während er im Spiel bleibt. Mit der Guide-Taste kann der Benutzer auch den Controller oder die Konsole ausschalten, indem er die Taste einige Sekunden lang gedrückt hält (anstatt sie einfach zu drücken).

## Accessories

### Wiederaufladbarer Akku

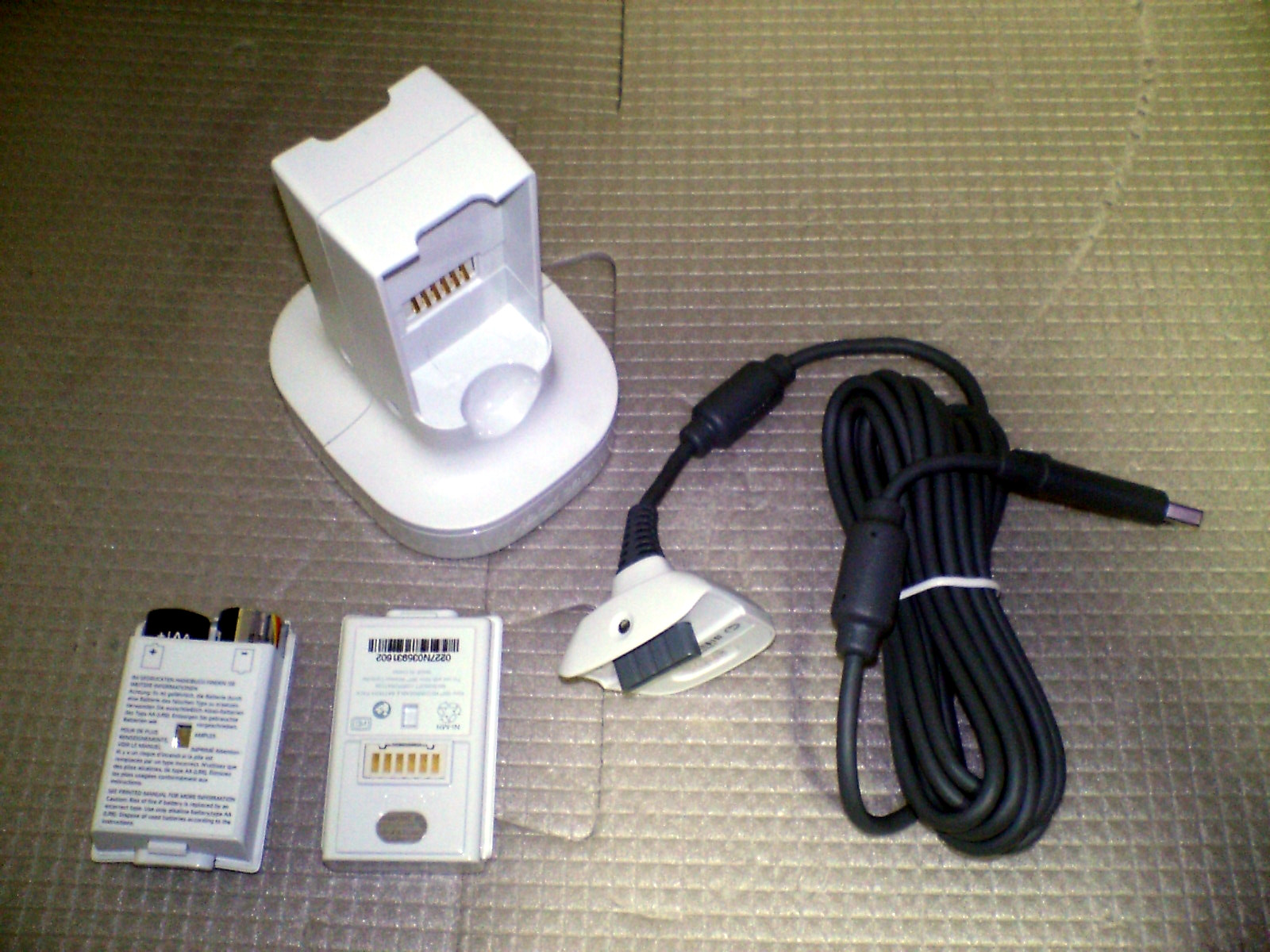
Akkupack, Spiel- und Ladekabel und Schnellladegerät

Der wiederaufladbare Akku ist ein Nickel-Metallhydrid-Akku (NiMH), der bis zu 24 Stunden ununterbrochenes Spielen für den kabellosen Controller ermöglicht. Er wird anstelle von Einweg-AA-Batterien empfohlen, die sich in der Spannung leicht unterscheiden und höhere Entsorgungskosten (finanziell und ökologisch) haben. Er wird als Teil des Play & Charge Kit und des Quick Charge Kit geliefert und kann mit diesen aufgeladen werden. Eine aktualisierte, 35-Stunden-Version ist mit „Transforming D-Pad“-Controllern enthalten.

### Wireless Gaming Receiver

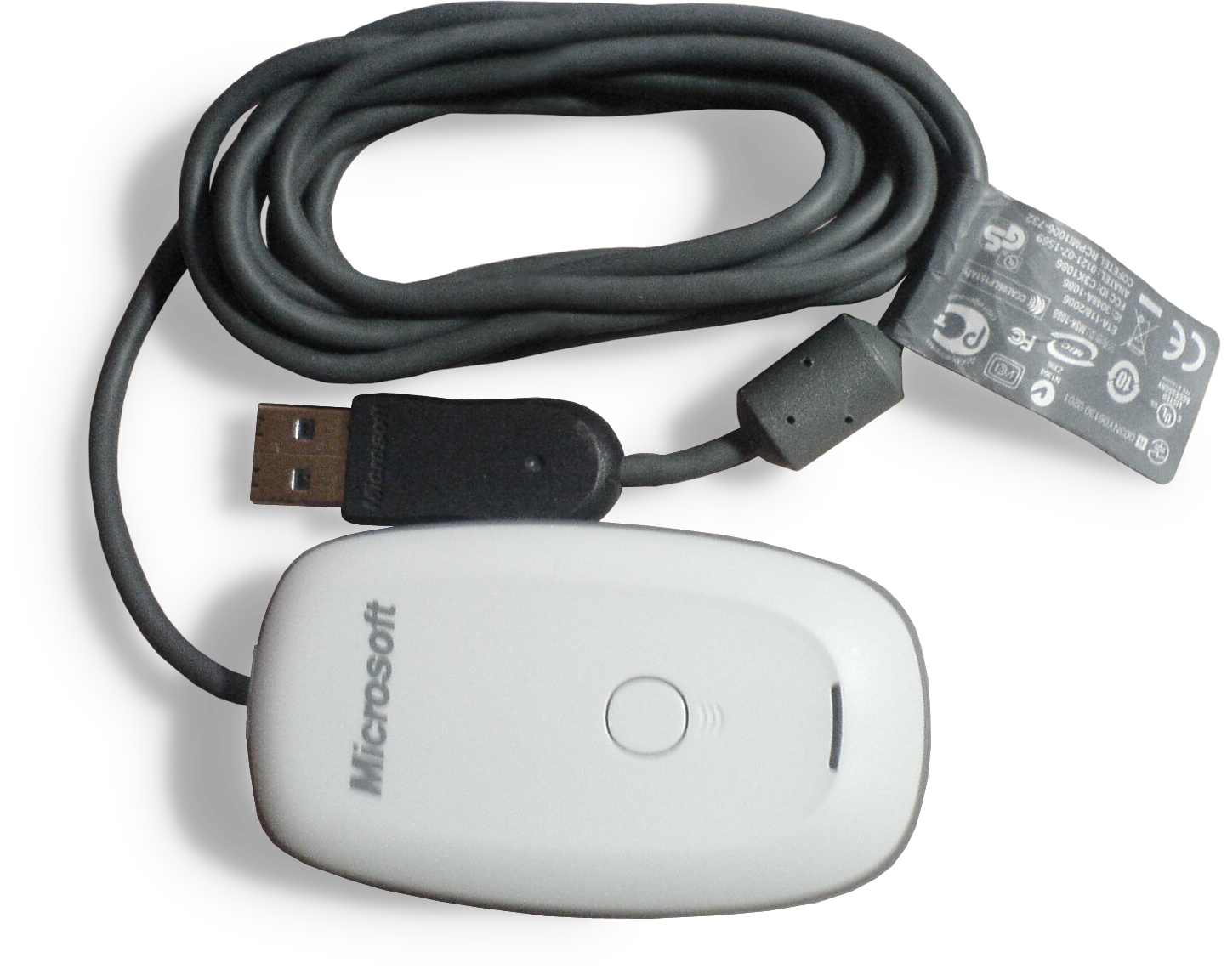
Der Wireless Gaming Receiver für Windows

Der Wireless Gaming Receiver (in Großbritannien als „Crossfire Wireless Gaming Receiver“ verkauft) ermöglicht die Verwendung von kabellosem Xbox-360-Zubehör wie kabellosen Gamepads, Racing Wheels und Headsets an einem Windows-basierten PC. Das Gerät funktioniert ähnlich wie eine Xbox 360. Es können bis zu 4 Controller und 4 Headsets gleichzeitig an den Receiver angeschlossen werden. Das Gerät hat eine Reichweite von 10 Metern und ein 2 Meter langes USB-Kabel. Es wurde speziell für Spiele mit dem „Games for Windows“-Logo entwickelt, funktioniert aber auch mit den meisten Spielen, die ein Standard-PC-Gamepad zulassen. Auf der offiziellen Xbox-Website wird darauf hingewiesen, dass der Adapter mit „allen zukünftigen drahtlosen Geräten“ funktionieren wird.

### Messenger Kit

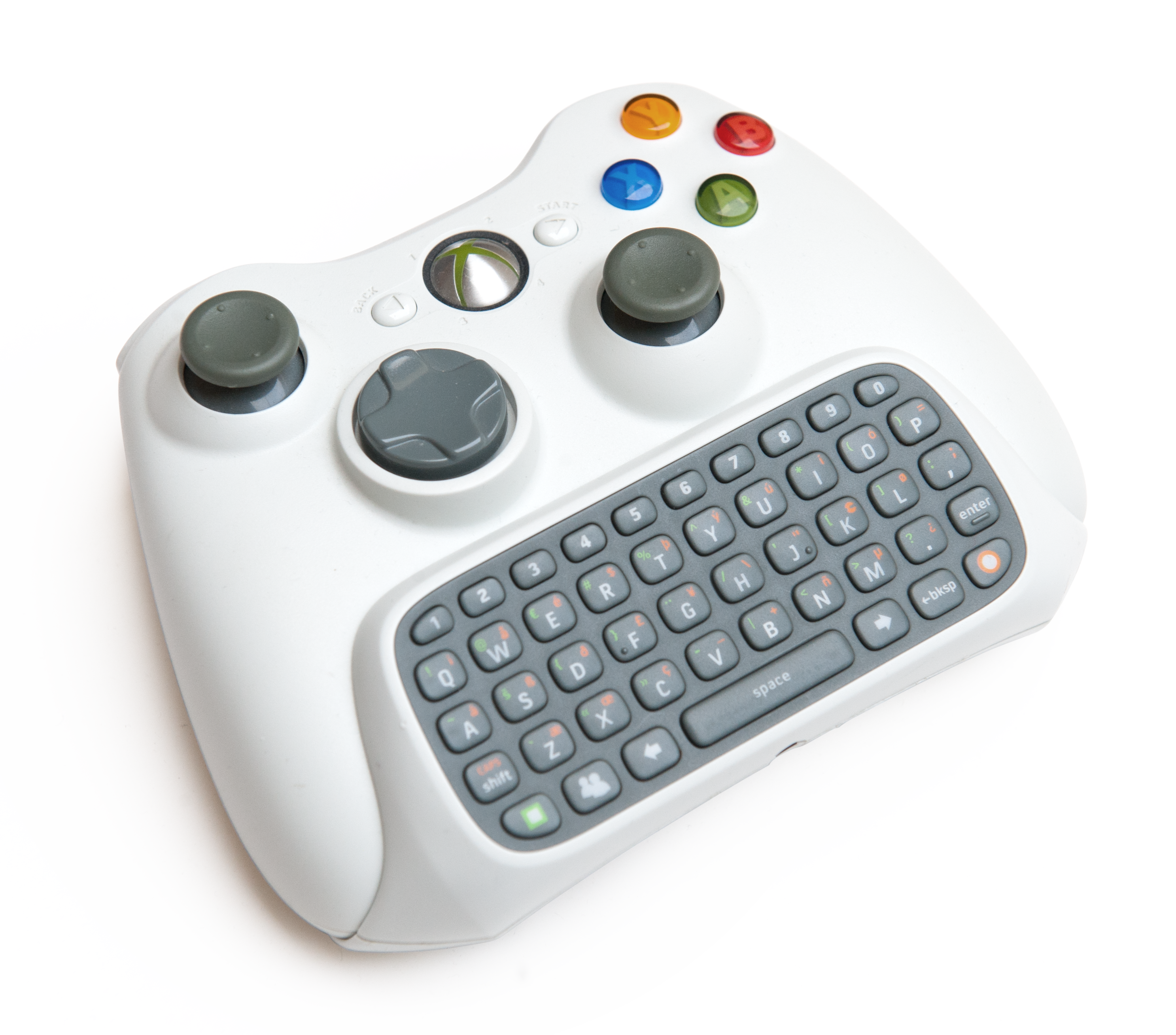
Xbox 360 Chatpad aus dem Messenger Kit, das an einen Wireless Controller angeschlossen ist

Das Messenger Kit besteht aus einem kabelgebundenen Xbox 360 Headset und einer kleinen Tastatur, dem sogenannten „Chatpad“. Das Chatpad wird an der Vorderseite des Controllers angeschlossen und kann für jede Standard-Texteingabe an der Konsole verwendet werden. Er ist derzeit nicht mit dem drahtlosen Gaming Receiver kompatibel.

## Nicht-spielerische Anwendungen
Die United States Navy hat angekündigt, dass sie plant, Xbox-360-Controller zur Steuerung von Periskopen auf neuen U-Booten der Virginia-Klasse zu verwenden, sowohl aus Kosten- als auch aus Vertrautheitsgründen.

## Rezeption
Der Xbox-360-Controller erhielt bei seinem Erscheinen positive Kritiken. Davor war der originale Xbox-Controller laut IGN „riesig, hässlich, billig und unbequem“ und wurde als „Abscheulichkeit“ bezeichnet. Viele dieser Probleme wurden mit Microsofts Veröffentlichungen des Xbox Controller S und dann des Xbox 360 Controllers behoben. IGN bescheinigt dem Xbox-360-Controller, dass er einer der „ergonomisch komfortabelsten Konsolen-Controller überhaupt“ ist. Gelobt wurde auch die verbesserte Platzierung der Tasten, das funktionierende Logo als Taste und Microsofts Entscheidung, die Headset-Anschlüsse an der Unterseite und nicht an der Oberseite zu montieren, um Probleme mit eingeklemmten Kabeln zu minimieren.